# Elena García Martos
Elena García Martos, conocida deportivamente como Elenita, (Ibi, España, 29 de octubre de 1996) es una jugadora española de fútbol sala. Juega de universal y su equipo actual es el CD Burela FS de la Primera División de fútbol sala femenino de España.

## Trayectoria
Comenzó su carrera en el Santa Rosa de Alcoy, equipo con el que llegó a jugar en segunda división. En la temporada 2015-16 ficha por el Universidad de Alicante FSF donde permanece 6 años, hasta que en la temporada 2021-22 ficha por el CD Burela FS.

## Selección nacional
Fue llamada por la selección en febrero de 2021 para jugar un partido contra Brasil, pero al final el partido se suspendió y no pudo debutar en ese momento. El 3 de septiembre de 2021 debuta en Praga en un partido amistoso contra la República Checa.

## Estadísticas
Clubes
 Actualizado al último partido jugado el 26 de junio de 2022.
| Club | Div.          | Temporada     | Liga  | Liga  | Liga       | Liga      | Copas nacionales(1) | Copas nacionales(1) | Copas nacionales(1) | Copas nacionales(1) | Torneos internacionales(2) | Torneos internacionales(2) | Torneos internacionales(2) | Torneos internacionales(2) | Total(3) | Total(3) | Total(3)   | Total(3)  |
| Club | Div.          | Temporada     | Part. | Goles | Amonestado | Expulsado | Part.               | Goles               | Amonestado          | Expulsado           | Part.                      | Goles                      | Amonestado                 | Expulsado                  | Part.    | Goles    | Amonestado | Expulsado |
| --- | ------------- | ------------- | ----- | ----- | ---------- | --------- | ------------------- | ------------------- | ------------------- | ------------------- | -------------------------- | -------------------------- | -------------------------- | -------------------------- | -------- | -------- | ---------- | --------- |
| Santa Rosa · España |               |               |       |       |            |           |                     |                     |                     |                     |                            |                            |                            |                            |          |          |            |           |
| 2.ª |               |               | -     | -     | -          | -         | -                   | -                   | -                   | -                   | -                          | -                          | -                          |                            | -        | -        | -          |           |
| Total club | Total club    | -             | -     | -     | -          | -         | -                   | -                   | -                   | -                   | -                          | -                          | -                          | -                          | -        | -        | -          |           |
| Universidad de Alicante FSF · España |               |               |       |       |            |           |                     |                     |                     |                     |                            |                            |                            |                            |          |          |            |           |
| 1.ª |               |               |       |       |            |           |                     |                     |                     |                     |                            |                            |                            |                            |          |          |            |           |
| 2015-16 | 22            | 3             | 0     | 0     | 0          | 0         | 0                   | 0                   | -                   | -                   | -                          | -                          | 22                         | 3                          | 0        | 0        |            |           |
| 2016-17 | 27            | 8             | 0     | 0     | 2          | 2         | 0                   | 0                   | -                   | -                   | -                          | -                          | 29                         | 10                         | 0        | 0        |            |           |
| 2017-18 | 30            | 9             | 0     | 0     | 2          | 2         | 0                   | 0                   | -                   | -                   | -                          | -                          | 32                         | 11                         | 0        | 0        |            |           |
| 2018-19 | 28            | 10            | 0     | 0     | 1          | 2         | 0                   | 0                   | -                   | -                   | -                          | -                          | 29                         | 12                         | 0        | 0        |            |           |
| 2019-20 | 19            | 3             | 2     | 0     | 1          | 0         | 0                   | 0                   | -                   | -                   | -                          | -                          | 20                         | 3                          | 2        | 0        |            |           |
| 2020-21 | 23            | 7             | 0     | 0     | -          | -         | -                   | -                   | -                   | -                   | -                          | -                          | 23                         | 7                          | 0        | 0        |            |           |
| Total club | Total club    | 149           | 40    | 2     | 0          | 6         | 6                   | 0                   | 0                   | -                   | -                          | -                          | -                          | 155                        | 46       | 2        | 0          |           |
| CD Burela FS · España |               |               |       |       |            |           |                     |                     |                     |                     |                            |                            |                            |                            |          |          |            |           |
| 1.ª |               |               |       |       |            |           |                     |                     |                     |                     |                            |                            |                            |                            |          |          |            |           |
| 2021-22 | 23            | 5             | 0     | 0     | 3          | 0         | 0                   | 0                   | -                   | -                   | -                          | -                          | 26                         | 5                          | 0        | 0        |            |           |
| Total club | Total club    | 23            | 5     | 0     | 0          | 3         | 0                   | 0                   | 0                   | -                   | -                          | -                          | -                          | 26                         | 5        | 0        | 0          |           |
| Total carrera | Total carrera | Total carrera | 172   | 45    | 2          | 0         | 9                   | 6                   | 0                   | 0                   | -                          | -                          | -                          | -                          | 181      | 51       | 2          | 0         |
| (1) Incluye datos de Copa / Supercopa. (2) Incluye datos de Campeonato de Europa de Clubes, Recopa y Copa Intercontinental. (3) No incluye datos de partidos amistosos. |               |               |       |       |            |           |                     |                     |                     |                     |                            |                            |                            |                            |          |          |            |           |

## Palmarés y distinciones
- Copa de España: 1

2022.
- Supercopa de España: 1

2021.
- Campeonato de Europa de Clubes de fútbol sala femenino: 1

2021